# Hammerthal (Tiefenbach)
Hammerthal ist ein  Gemeindeteil von Tiefenbach im oberpfälzischen Landkreis Cham in Bayern.

## Geographische Lage
Das Gebäude der Einöde Hammerthal liegt im Tal des Hüttenbachs südlich von Stadlern. Hammerthal ist, von Stadlern aus gezählt, die achte Mühle im Hüttenbach Tal (darüber: Stadlermühle, Tabakmühle, Cäcilienmühle (Ruine), Sägmühle, Andreasthal,  Löwenthal, Hüttensäge). Hammerthal gehört zur Gemarkung des etwa einen Kilometer entfernten Schönau, die seit dem 1. Juli 1974 zur Gemeinde Tiefenbach gehört.

## Wirtschaftliche Nutzung
Der Mühlentriebwerkskanal ist erhalten. Die Wasserkraft wird zur Stromerzeugung genutzt. Das Wohnhaus wird modernisiert.